# Kaliakra (Schiff)

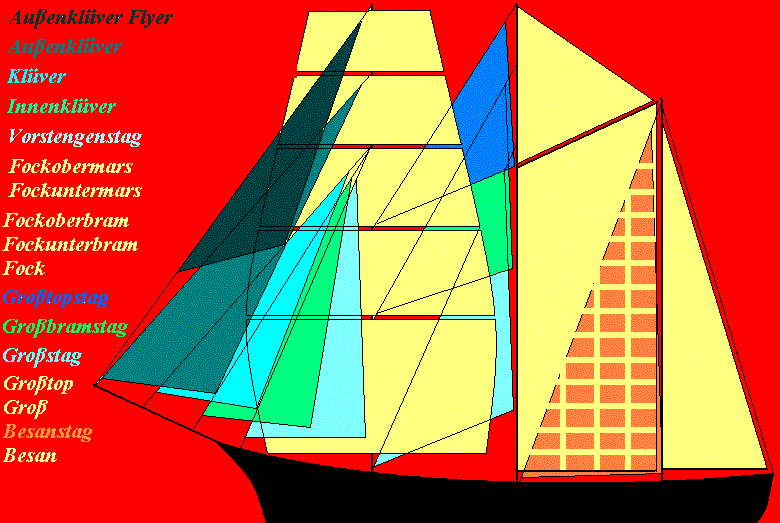
Segelplan der Kaliakra

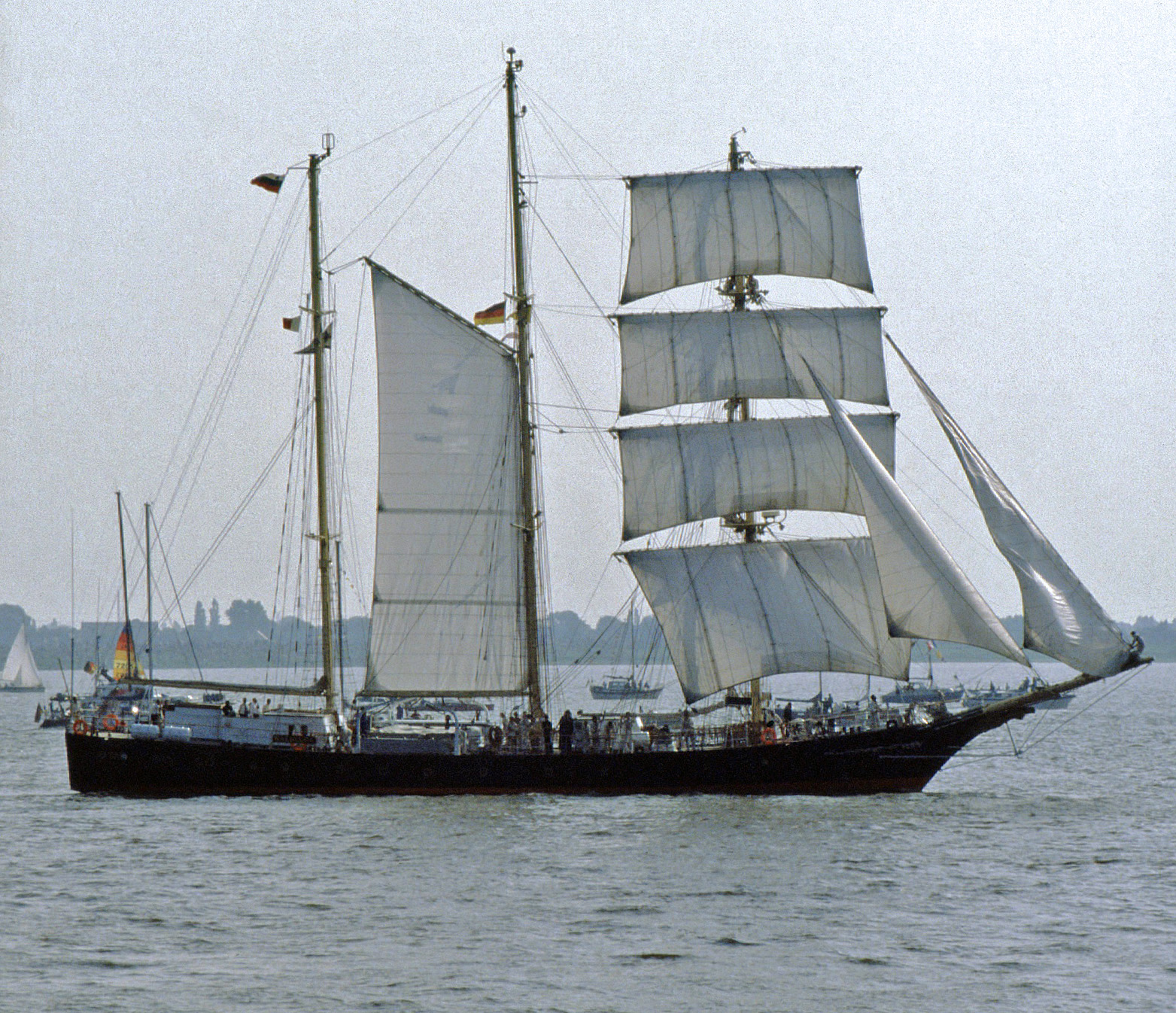
Kaliakra bei der Sail'86 in Bremerhaven

Die Kaliakra ist ein Segelschulschiff der bulgarischen Handelsmarine.

## Das Schiff
Kaliakra ist eines von drei Schwesterschiffen, die zu Schulungs- und Ausbildungszwecken gebaut wurden: Die Pogoria des Vereins der „Eisernen Schäkel“ dient der Ausbildung von Offizieranwärtern der polnischen Handelsmarine, die Iskra ist ein Segelschulschiff der polnischen Marine.
Das dreimastige Segelschiff wurde 1984 nach Plänen des polnischen Konstrukteurs Zygmunt Choren in der Werft „Pariser Kommune“ in Gdingen (Rohbau) und der Leninwerft Danzig, (Polen) gebaut. Rumpf, Masten und stehendes Gut sind aus Stahl hergestellt, das laufende Gut teils aus Stahl, teils aus Textil.

## Aufgabe
Das Segelschulschiff nimmt üblicherweise 34 Studenten der Marineakademie Warna an Bord, künftige Schiffsoffiziere der bulgarischen Handelsmarine, die so die traditionelle Seemannschaft auf einer großen Barkentine erlernen. Diese Ausbildungstörns im Schwarzen und Mittelmeer dauern meist vier bis fünf Wochen.
Wenn die Kaliakra im Sommer in ihrem Heimathafen Warna liegt, können auch Touristen auf kurzen Segelpartien entlang der bulgarischen Schwarzmeerküste als Mitsegler mitfahren. An Bord wurden auch schon Mitglieder von Königshäusern und Staatsoberhäupter ebenso wie die Spitzen der internationalen Segelschulvereinigungen begrüßt.

## Name
Die Kaliakra hat ihren Namen nach dem legendären bulgarischen Mädchen Kaliakra bekommen, das unter der türkischen Besatzung den Tod der gewaltsamen Konversion zum Islam vorgezogen haben soll. Dieses Mädchen soll sich zusammen mit 39 Schicksalsgenossinnen von den Felsen des Kaps Kaliakra in die See gestürzt haben.

## Regatten
Neben ihrer eigentlichen Aufgabe nimmt die Kaliakra auch an Regatten teil:
1986: Cutty Sark Tall Ships’ Race: die Kaliakra belegte in beiden Läufen den ersten Platz und kam mit Zeitkorrektur auf Platz drei
1987: Cutty Sark ’87; Baltische Regatta
1988: Cutty Sark ’88; Baltische Regatta
1989: Segelschulvereinigung NL (STAN)
1990: Cutty Sark Schulschiffregatta ’90
1992: Grand Regatta Columbus 92-Quincentenary (Große Kolumbus-Regatta ’92)
1996: Cutty Sark Mittelmeerregatta: die Kaliakra konnte Silberpokal und Plakette für den ersten Platz in Klasse A an Bord nehmen
1997: Cutty Sark ’97
1998: Cutty Sark ’98: Tall Ship Race Loyalty Price
2001: Tall Ship ’01: 1. Platz in der ersten Etappe
2002: Cutty Sark ’02